# Les jours s'en vont comme des chevaux sauvages dans les collines
Les jours s'en vont comme des chevaux sauvages dans les collines (titre original : The Days Run Away Like Wild Horses Over the Hills) est un recueil de 90 poèmes écrit par Charles Bukowski.
Le livre a été publié pour la première fois en 1969 par Black Sparrow Books.